# 河詩恩
河詩恩（韓語：하시은，1984年4月28日—），本名李诗恩，韓國女演員。河詩恩於出道後一直擔任韓國黃金時段劇集的配角，並於參演該等劇集期間於不少藝人結緣，例如在2013年參與《張玉貞，為愛而生》時與金泰希成為朋友。

## 演出作品

### 電視劇
- 2004年：MBC《撲通撲通的鏈（朝鲜语：두근두근 체인지）》
- 2009年：KBS《青春禮讚（朝鲜语：청춘예찬）》飾演 李順三
- 2010年：KBS《推奴》飾演 李宣盈
- 2011年：KBS《TV文學館－大拇指》飾演 正惠
- 2012年：KBS《特別連續劇－鋼與鐵的本色》飾演 青香
- 2013年：MBC《七級公務員》飾演 李真珠
- 2013年：SBS《張玉貞，為愛而生》飾演 詩英
- 2015年：MBC《心情好又暖》
- 2015年：SBS《假面》
- 2016年：tvN《又，吳海英》飾演 金姬蘭
- 2017年：JTBC《The Package》飾演 韓素蘭
- 2017年：OCN《Melo Holic》
- 2018年：MBC《離別已別離》飾演 韓熙珍
- 2018年：JTBC《愛上變身情人》飾演 河詩恩（特別出演）
- 2019年：TV朝鮮《Babel》飾演 洪美善
- 2019年：KBS《太陽的季節》飾演 蔡德實
- 2020年：JTBC《雙甲路邊攤》飾演 電影女主角
- 2022年：JTBC《Cleaning Up》飾演 傅素妍
- 2023年：KBS2《頭腦共助》（特别出演）

### 電影
- 2003年：《Oh! Happy Day（朝鲜语：오! 해피데이 (영화)）》
- 2006年：《坐公交車》飾演 達莉
- 2006年：《格鬥高中》飾演 韓素蘭
- 2007年：《我這輩子最壞的男人（朝鲜语：내 생애 최악의 남자）》
- 2008年：《祝您度過愉快的夜晚（朝鲜语：좋은 밤 되세요）》
- 2009年：《音樂盒》
- 2013年：《櫻桃啊，戀愛吧（朝鲜语：앵두야 연애하자）》飾演 文素英
- 2013年：《玩物》飾演 劉妍秀
- 2024年：《世上最美麗的奧黛麗》饰演 李友京

## 奖项荣誉
| 年份   | 颁奖礼           | 奖项           | 作品                   | 结果 | 参考  |
| ------ | ---------------- | -------------- | ---------------------- | ---- | ----- |
| 2024年 | 第44届黄金摄影奖 | 独立电影演技奖 | 《世上最美麗的奧黛麗》 | 獲獎 | [ 3 ] |

## 外部連結
- 河詩恩的Instagram帳戶
- 河詩恩在NAVER上的资料
- 河詩恩在Daum上的资料